# Gramais
Gramais est une commune autrichienne du district de Reutte dans le Tyrol.